# Saint-Maurice-en-Gourgois
Saint-Maurice-en-Gourgois là một xã trong tỉnh Loire miền trung nước Pháp.